# علاوة الأسرة
علاوة الأسرة (بالبرتغالية: Bolsa Família‏) هو برنامج رعاية اجتماعية تابع لحكومة البرازيل ، وهو جزء من برنامج محو الجوع (بالبرتغالية: Fome Zero‏) لبرامج المساعدة الفيدرالية. قدم البرنامج مساعدات مالية للأسر البرازيلية الفقيرة. لكي تكون مؤهلاً، كان على العائلات التأكد من أن الأطفال يذهبون إلى المدرسة وأن يتم تطعيمهم. إذا تجاوزوا إجمالي الغيابات المدرسية المسموح بها، يتم إسقاطهم من البرنامج وتعليق أموالهم. حاول البرنامج الحد من الفقر قصير الأجل عن طريق التحويلات النقدية المباشرة ومحاربة الفقر على المدى الطويل من خلال زيادة رأس المال البشري بين الفقراء من خلال التحويلات النقدية المشروطة. كما عملت على توفير التعليم المجاني للأطفال الذين لا يستطيعون الذهاب إلى المدرسة، لإظهار أهمية التعليم. كان البرنامج أكبر برنامج للتحويلات النقدية المشروطة في العالم.

## التاريخ
العلاوة المدرسية، هو برنامج كان يسبق علاوة الأسرة وكان مشروطًا فقط بالالتحاق بالمدرسة، كان رائدًا في برازيليا من قبل الحاكم آنذاك كريستوفام بوارك. بعد فترة وجيزة، اعتمدت بلديات وولايات أخرى برامج مماثلة. في عام 2001، قام الرئيس فيرناندو أنريك كاردوسو بإضفاء الطابع الفيدرالي على البرنامج، وزاد ليشمل ما يقرب من 8 ملايين شخص. في عام 2003، شكل لويس إيناسيو لولا دا سيلفا برنامج علاوة الأسرة من خلال الجمع بين علاوة المدرسة ومنحة الغذاء وبطاقة الطعام و بدل الغاز، وكلها جزء من برنامج فرناندو إنريك كاردوسو الاجتماعي المسمى شبكة الحماية الاجتماعية. وتم أيضًا إنشاء وزارة التنمية الاجتماعية ومواجهة الجوع. أدى هذا الاندماج إلى خفض التكاليف الإدارية وتخفيف التعقيد البيروقراطي لكل من العائلات المعنية وإدارة البرنامج.

## الأهداف

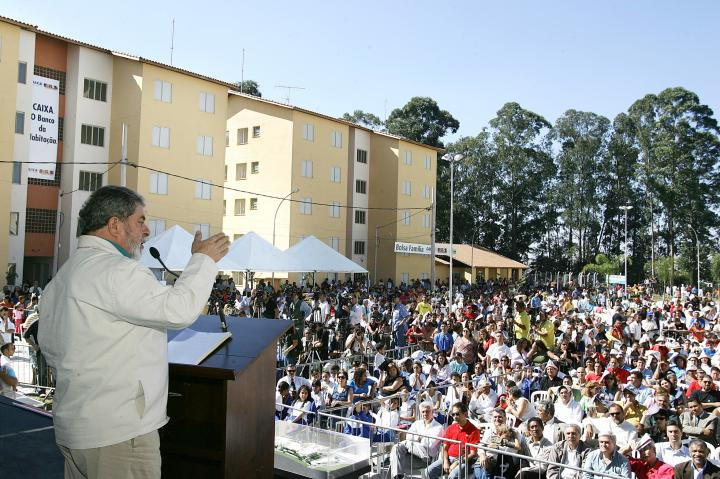
الرئيس السابق لولا يلقي خطابًا أمام متلقي برنامج علاوة الأسرة وبرامج المساعدة الفيدرالية الأخرى في دياديما، ساو باولو

البرامج التي تستخدم أنواعًا مختلفة من التحويلات النقدية المشروطة هي سياسات اجتماعية تُستخدم حاليًا في العديد من الأماكن في العالم لمحاربة الفقر والحد منه. الهدف على المدى القصير هو التخفيف من المشاكل الناتجة عن الفقر. على المدى الطويل، الهدف هو الاستثمار في رأس المال البشري ووقف دورة الفقر عبر الأجيال (أي من جيل إلى آخر). بدأت برامج التحويلات النقدية المشروطة تكتسب قوة في عام 1997. في ذلك الوقت، لم يكن هناك سوى ثلاث دول في العالم لديها هذه التجربة: بنغلاديش والمكسيك والبرازيل.

## الإستقبال
كان رد فعل المؤسسات المتعددة الأطراف تجاه البرنامج متحمسًا بشكل عام. خلال رحلة إلى البرازيل في عام 2005، قال الرئيس السابق للبنك الدولي، بول وولفويتس، "لقد أصبح علاوة الأسرة بالفعل نموذجًا مُثنى عليه للغاية للسياسة الاجتماعية الفعالة. فالدول في جميع أنحاء العالم تستخلص الدروس من تجربة البرازيل وتحاول إنتاج نفس النتائج لشعوبهم. "

## التكلفة والتغطية
في عام 2006، قدرت تكلفة البرنامج بحوالي 0.5 ٪ من الناتج المحلي الإجمالي البرازيلي وحوالي 2.5 ٪ من إجمالي الإنفاق الحكومي. وسيغطي حوالي 11.2 مليون أسرة، أو حوالي 44 مليون برازيلي.
تم انتقاد البرنامج من قبل المعارضين السياسيين للرئيس لولا بزعم استخدام عائدات ضريبة المساهمة المؤقتة في المعاملات المالية (التي تم إنشاؤها في الأصل تحت ذريعة تمويل نظام الصحة العامة خلال إدارة فيرناندو أنريك كاردوسو؛ انتهت الضريبة في ديسمبر 2007، ولم يتم تجديدها) لأغراض سياسية وانتخابية، على حساب نظام الصحة العامة الذي يواجه حاليًا صعوبات هائلة.

## أنظر أيضاً
- محو الجوع
- دخل أساسي شامل
- عمالة الأطفال
- فقر